# Čejkovice (Mladoňovice)
Čejkovice je malá vesnice, část obce Mladoňovice v okrese Chrudim. Nachází se asi 2,5 km na severovýchod od Mladoňovic. V roce 2009 zde bylo evidováno 29 adres. V roce 2001 zde trvale žilo 69 obyvatel.
Čejkovice leží v katastrálním území Čejkovice u Mladoňovic o rozloze 2,08 km2.

## Galerie

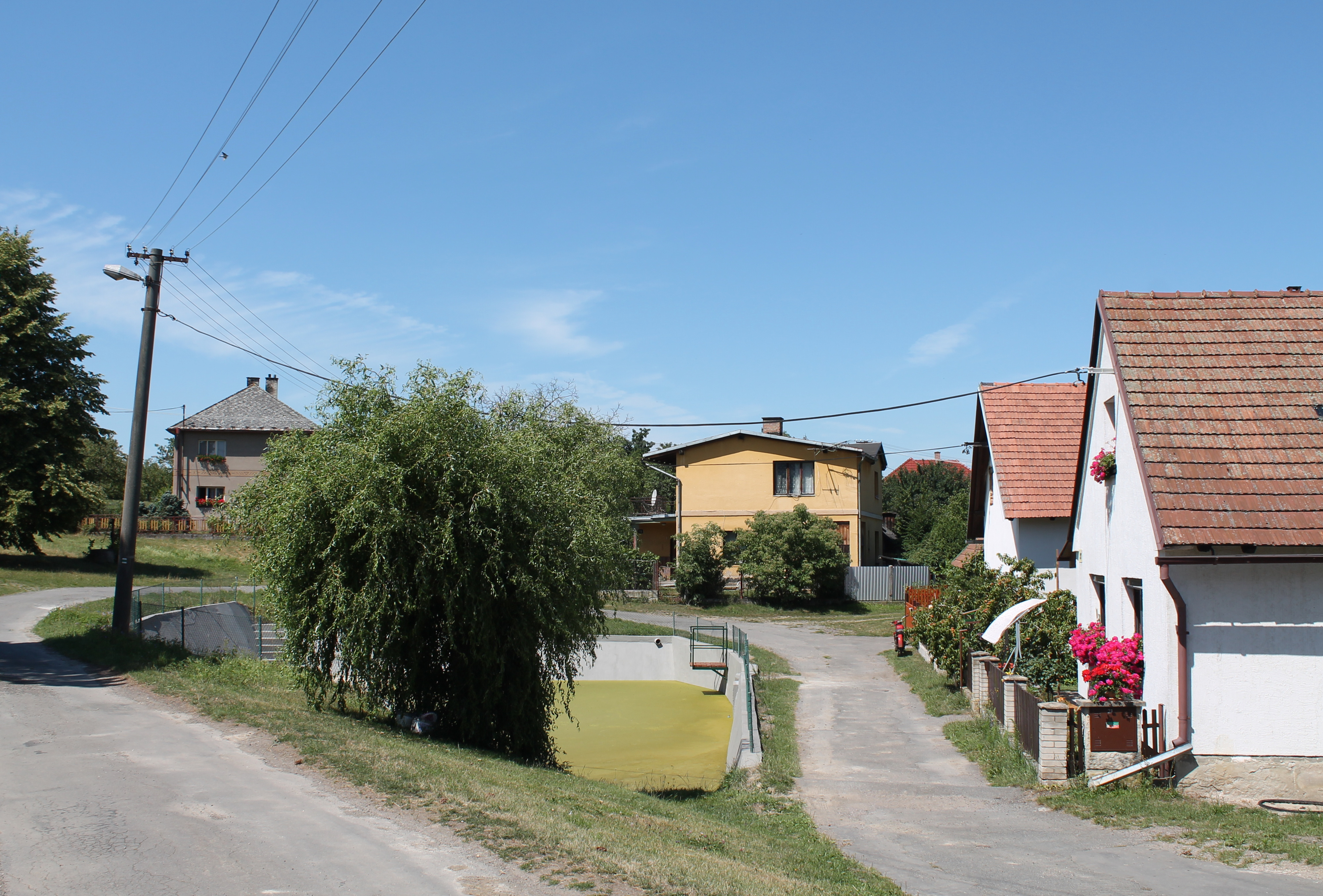
Pohled na náves
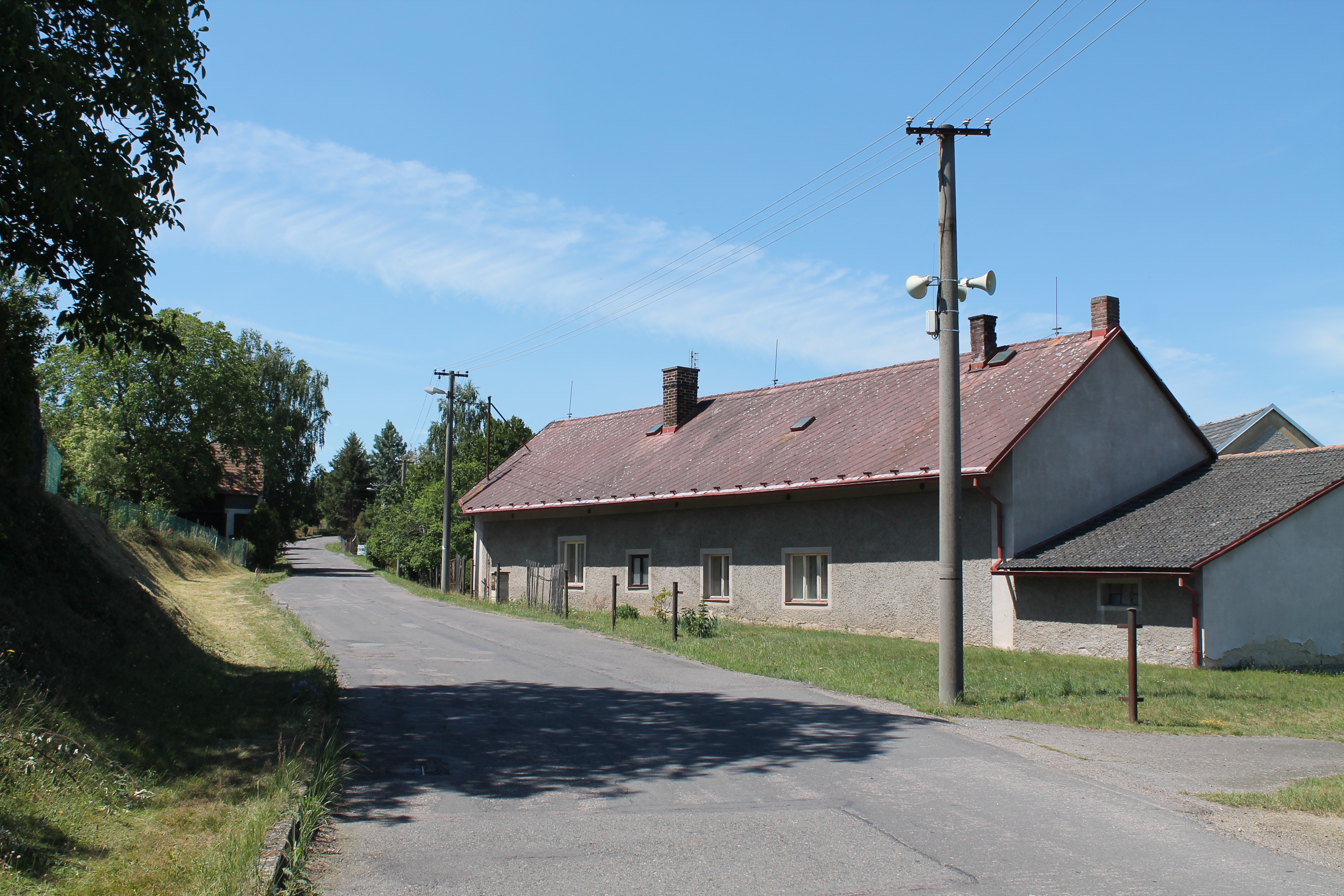
Hlavní ulice
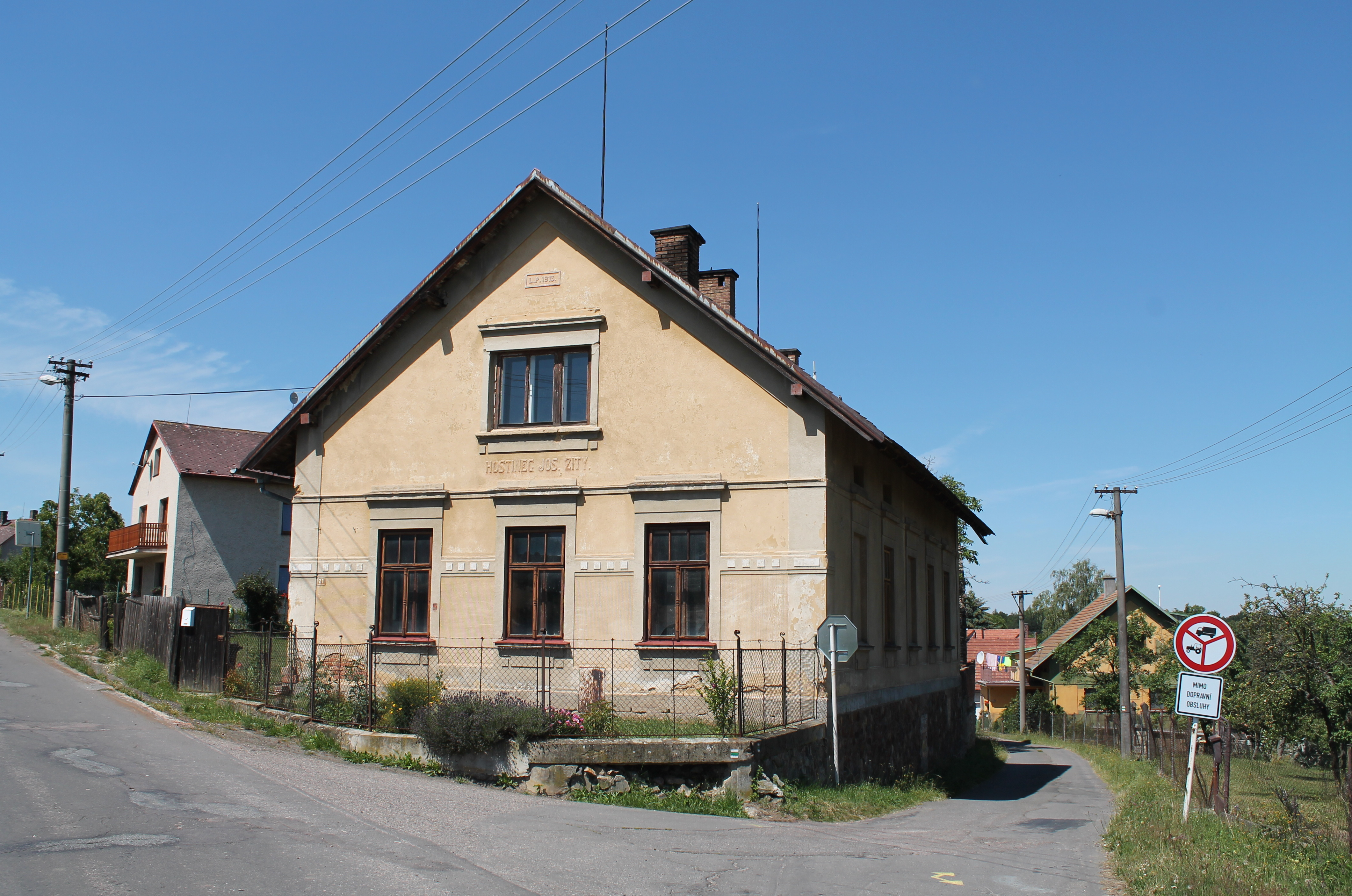
Bývalý hostinec Josefa Zity
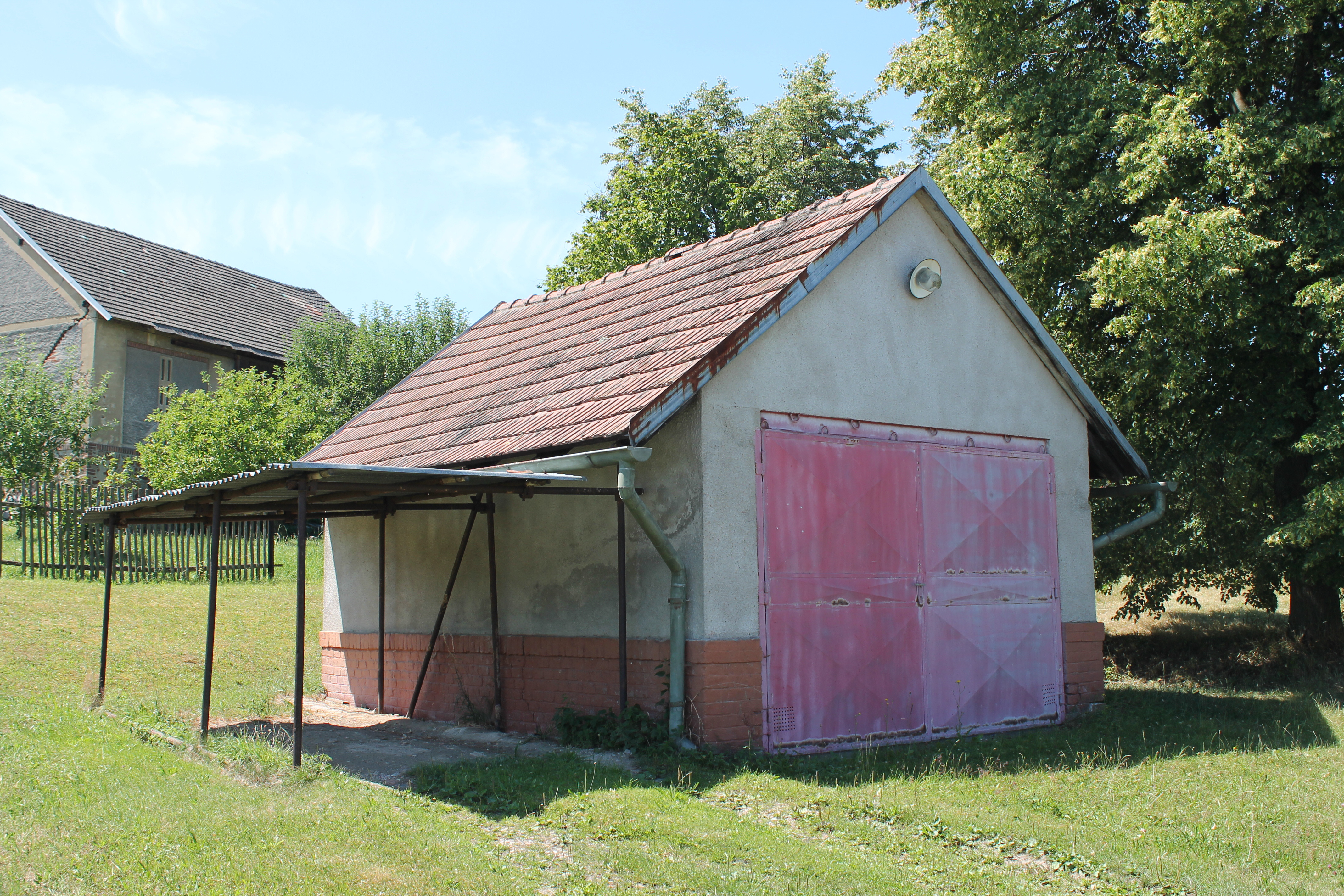
Bývalá hasičská zbrojnice
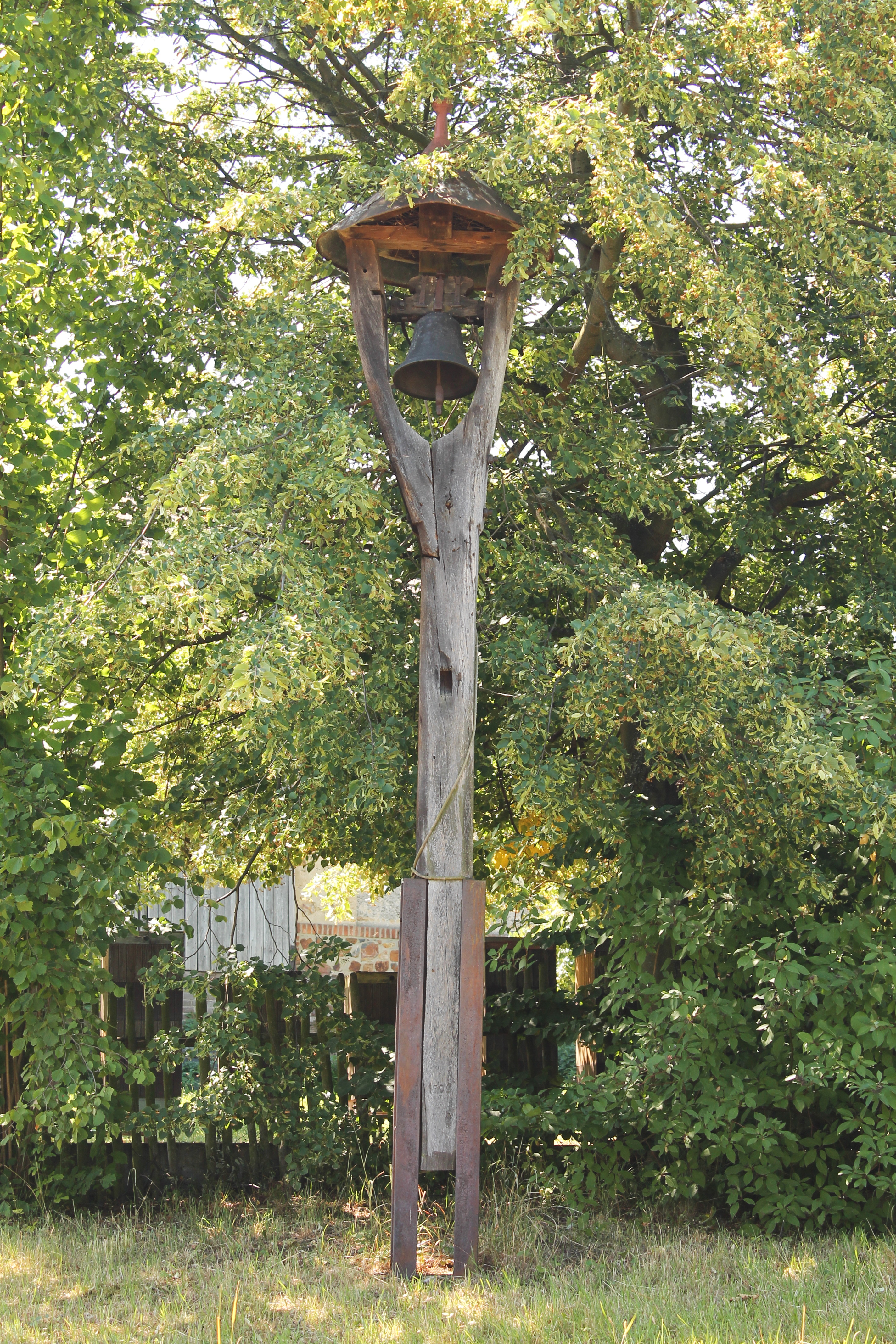
Zvonice na návsi